# Verdelingsplan van 1663

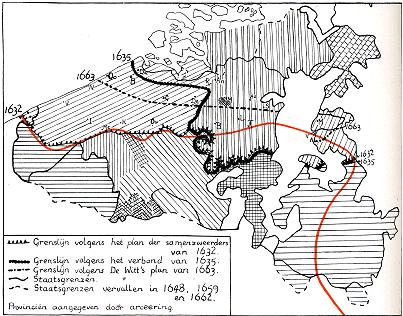
Overzicht van Frans-Staatse verdragslijnen, met die van 1663 als een stippellijn

Het verdelingsplan van 1663 was één van meerdere plannen om de Spaanse Nederlanden te verdelen tussen de Republiek der Nederlanden en het koninkrijk Frankrijk. Frankrijk ging niet in op het voorstel; het wilde de Spaanse Nederlanden eigenhandig innemen (de latere Devolutieoorlog).

## Aanleiding
Gedurende de Frans-Spaanse Oorlog (1635-1659) onttroonde Frankrijk het Spaanse Rijk als militaire leider in Europa. Een voorlopige vrede werd bezegeld door het huwelijk tussen Lodewijk XIV van Frankrijk en de kroonprinses van Spanje (1660). Hoewel het huwelijkscontract haar uitsloot als erfgename, vreesden de Europese landen dat Lodewijk XIV aanspraak zou maken op enkele Spaanse erflanden, zodra Filips IV van Spanje overleed.
Frankrijk zocht alvast steun bij de Republiek. In eerste instantie liet de Republiek zich verleiden tot een bondgenootschap (1662). Johan de Witt hoopte dat de Republiek kon delen in de gebiedswinst, wanneer de Spaanse Nederlanden ophielden te bestaan. Terwijl Filips IV nog in leven was, konden Frankrijk en de Republiek reeds gezamenlijk de Spaanse Nederlanden innemen.

## Inhoud
In maart 1663 verzon Johan de Witt dat afgevaardigden uit het Zuiden zich ontevreden hadden uitgelaten over het Spaanse bewind. Hij suggereerde bij Godefroi d'Estrades dat Staatse en Franse troepen onthaald zouden worden als bevrijders, als ze de Spaanse troepen verdreven. Frankrijk zou het overgrote gebied mogen inlijven.
- Het graafschap Vlaanderen zou Frans worden met uitzondering van Oostende, Brugge, Gent en Dendermonde.
- Het hertogdom Brabant zou gesplitst worden in een Franse helft (Brussel, Nijvel, Leuven en Tienen) en een Staatse helft (Antwerpen, Turnhout, Aarschot en Diest).
- Mechelen en Opper-Gelre zouden volledig Staats worden.
- De partages van Overmaas zouden herverdeeld worden langs een lijn Argenteau–Vijlen.
- Kamerijk, Doornik, Henegouwen, Namen en Luxemburg zouden Frans worden.

## Reactie
Beleidsmakers in de Republiek protesteerden dat, na een inlijving van Antwerpen, de sluiting van de Schelde snel opgeheven zou worden. Hierdoor zou het graafschap Zeeland minder tolinkomsten ontvangen, en zouden havensteden zoals Amsterdam opnieuw mededinging ondervinden van de haven van Antwerpen. Maar indien Antwerpen in Franse handen viel, zou Frankrijk alsnog een tolvrije Westerschelde eisen. In oktober 1663 kreeg de Witt de volmacht om te onderhandelen over de verdeling. Een akkoord bleek moeilijk, omdat Frankrijk telkens nieuwe eisen stelde.
In het voorjaar van 1664 besefte de Witt dat Frankrijk het gebied met niemand wilde delen. En wanneer de Spaanse Nederlanden aan Frankrijk vielen, werd de Republiek de volgende prooi. In Frankrijk dweepte men immers met het klassieke ideaal van natuurlijke grenzen: de Rijndelta, de Rijn, de Alpen en de Pyreneeën. Voortaan wou de Republiek de Spaanse Nederlanden in stand houden, als een bufferstaat tegen Frankrijk. Godefroi d'Estrades vatte dit nieuwe standpunt samen met de slagzin Gallia amica, non vicina: "ze willen Frankrijk te vriend houden, maar geen buurlanden worden". Toen de Devolutieoorlog uitbrak, sloot de Republiek zich aan bij de Triple Alliantie (1668).
Verdelingsplan Van den Bergh en Warfusée (1632) · Verdrag van Parijs (1635) · Verdelingsplan van 1663 · Verdelingsplan Flahaut (1830)